# Ecaterina Arbore
Ecaterina Arbore (n. 11 noiembrie 1873, Geneva, Elveția – d. 2 decembrie 1937, Tiraspol, RASS Moldovenească, URSS) a fost o publicistă și militantă socialistă română, de profesie medic. 

## Biografie
Fiica lui Zamfir Ralli-Arbore și a Ninei Arbore, și-a făcut studiile la Facultatea de Medicină a Universității din București, avându-l ca profesor pe savantul Victor Babeș. A întreprins o călătorie de specializare la Paris, la Institutul Pasteur. A mai studiat medicina și la Academia Medicală din Sankt-Petersburg, fiind timp de doi ani eleva lui Ilie Menicikov.

## Activitate în medicină
Cariera sa începe la vârsta de 17 ani, când începe să predea matematica la o școală de fete. Un timp a lucrat la un spital pentru copii orfani din București. A pledat în favoarea organizării medicinei preventive de masă, în special împotriva tuberculozei din rândurile muncitorilor. A scris și a militat pentru condiția femeii în câmpul muncii, igiena muncii în industrie, statistica medico-socială a tuberculozei, combaterea epidemiilor. De asemenea, a organizat unele din primele creșe românești, căutând soluții în problema copiilor orfani și „găsiți”.
A întreprins o serie de anchete sociale în mediul muncitoresc. În 1907 a publicat lucrarea Influența industriilor asupra sănătății lucrătorilor, una din primele lucrări românești legate de sociologia industrială. După 1918, este numită comisar (ministru) al ocrotirii sănătății și membru al Guvernului RASSM; în această funcție a contribuit la crearea și dezvoltarea bazei materiale a medicinei în stânga Nistrului.

## Activitate politică
În anii de studenție, aderă la curentul socialist și participă în 1903 la Congresul Internaționalei a II-a. După Revoluția Rusă din 1917, devine promotoare a cauzei bolșevice și se mută cu traiul în URSS. Acolo exercită funcția de redactor al unor publicații comuniste în limba română și desfășoară o amplă activitate publicistică. Lucrează ca pedagog la Universitatea Comunistă pentru Minoritățile Naționale din Partea de Vest a Țării „Julian Marchlewski” din Moscova. În 1931, a fost delegată din partea Partidului Comunist Român la cel de-al V-lea Congres al Cominternului, care a avut loc în Moscova și Harkov. Pe parcursul vieții, a corespondat activ cu revoluționari și scriitori din mai multe țări, precum Dmitri Blagoev, Vladimir Korolenko, Vera Figner ș.a.

## Persecutare și moarte
Către sfârșitul anilor 1920, Ecaterina Arbore era suspectată de promovarea troțkismului și a fost privată de toate împuternicirile politice. În 1929, este vizitată de scriitorul român Panait Istrati, care, în urma vizitei, scrie Spovedania unui învins, într-o anumită măsură inspirată din relatările Ecaterinei. În această lucrare, Istrati laudă realizările ei în funcție de comisar at ocrotirii sănătății în RASSM și o compară cu Ana Meșterului Manole (așa cum Ana a fost sacrificată pentru edificarea mănăstirii, așa și Ecaterina Arbore s-ar fi sacrificat prin alăturarea la bolșevism).
În 1937, în toiul Marii Epurări, a fost arestată și condamnată de troica NKVD la moarte prin împușcare. A fost reabilitată de către autoritățile sovietice în timpul destalinizării și de către autoritățile comuniste românești în 1968, când Nicolae Ceaușescu a condamnat o serie de politici sovietice.

## Activitate publicistică
Ecaterina Arbore a colaborat cu echipa de redacție a ziarului România muncitoare și revista Amicul copiilor. A publicat mai multe articole cu caracter revoluționar în revista „Basarabia Roșie” (în rusă Красная Бессарабия, transliterat: Krasnaia Bessarabia). A pledat pentru trecerea la alfabetul latin în școlile și instituțiile moldovenești din RASSM. Printre publicațiile sale se numără:
- Câteva considerațiuni asupra sarcinilor extrauterine (București, 1896)
- Leagăne de copii (1898)
- Mama și copilul (1900)
- Copiii găsiți și orfani din Capitală (1905)[5]
- Despre tuberculoză în Capitală (1907)
- Femeile în revoluția rusă (1908)
- Femeia în lupta pentru emancipare (1911)
- Femeia muncitoare (1912)
- Cincizeci de zile între holerici (1914)

Spre sfârșitul vieții, a scris memorii, publicate în revista „Revoluția proletară” (în rusă Пролетарская революция, transliterat: Proletarskaia revoliuția).